# Ас-Сольх, Такиэддин
Такиэддин ас-Сольх (араб. تقي الدين الصلح‎; 1 января 1908, Сидон, Османская империя — 27 ноября 1988, Париж, Франция) — ливанский государственный деятель, премьер-министр Ливана (1973—1974, 1980).

## Биография
Был представителем одной из самых влиятельных суннитских мусульманских семей в стране, Ас-Сольх.
В 1957—1960 и в 1964—1968 годах — член Национального собрания от долины Бекаа.
- 1964—1965 гг. — министр внутренних дел,
- 1973—1974 гг. — премьер-министр и министр финансов Ливана,
- В июле-октябре 1980 г. — премьер-министр Ливана (не смог сформировать правительство и принёс извинения).

Его националистическая деятельность вызвала недовольство соседней Сирии и он был вынужден покинуть Ливан.
Являлся двоюродным братом Риада ас-Сольх.